# Purperhart

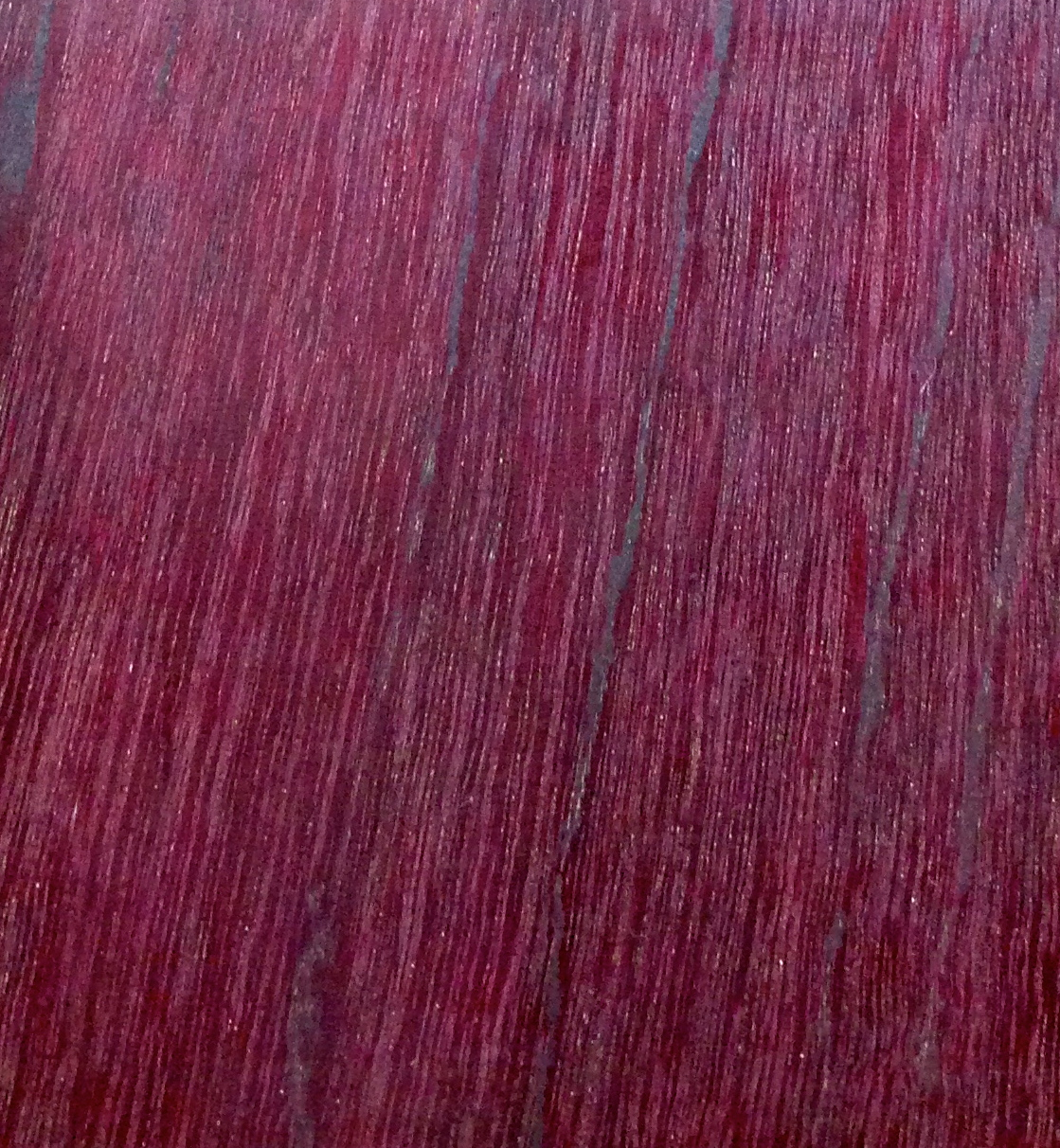
Purperhart

Purperhart is een tropische houtsoort, die aan de lucht paars wordt. Als het hout niet goed wordt afgewerkt zal het bij blootstelling aan het licht na verloop van tijd verkleuren tot vuilbruin. Soms wordt ze Amarant genoemd, naar de Franse handelsnaam (Amarante).
Deze houtsoort vindt toepassingen in meubelmakerij, parketvloeren, voor industriële toepassingen, maar ook biljartkeus of in de bouw van gitaren (met name in de zij- en achterbladen, bij uitzondering ook voor de toets). 
De Nederlandse kunstenaar César Domela Nieuwenhuis gebruikte deze houtsoort soms voor reliëfs.
Het hout wordt geleverd door soorten uit het geslacht Peltogyne, uit tropisch Amerika.

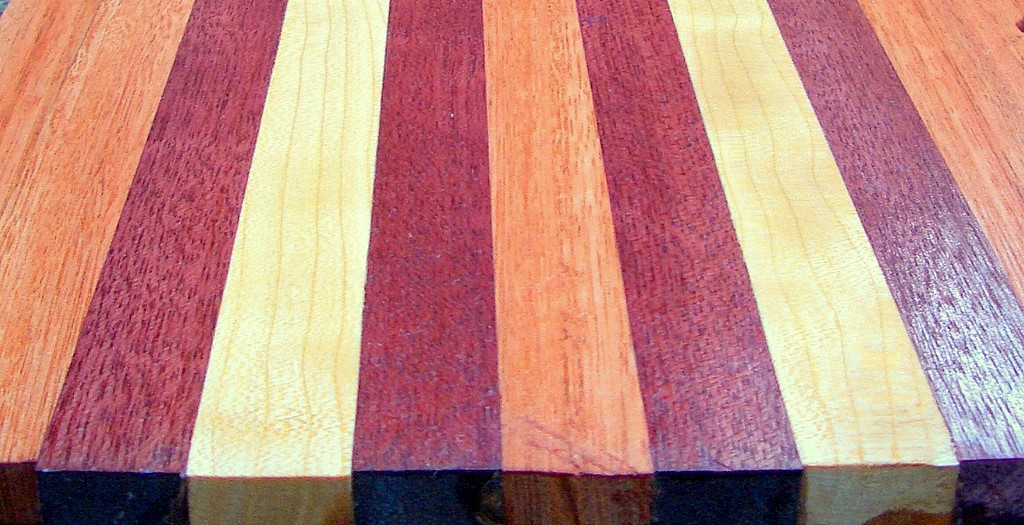
De purperen stroken zijn purperhart
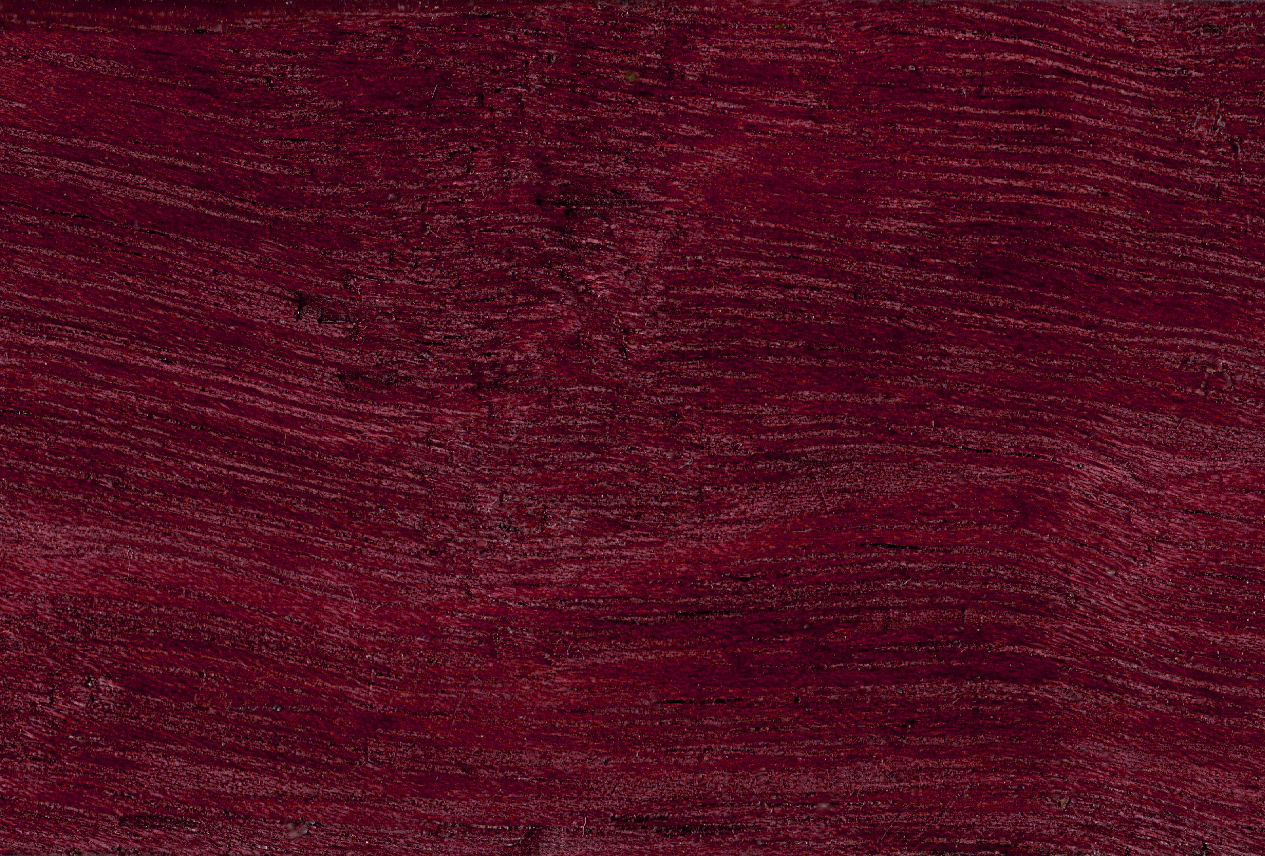
Donker purper
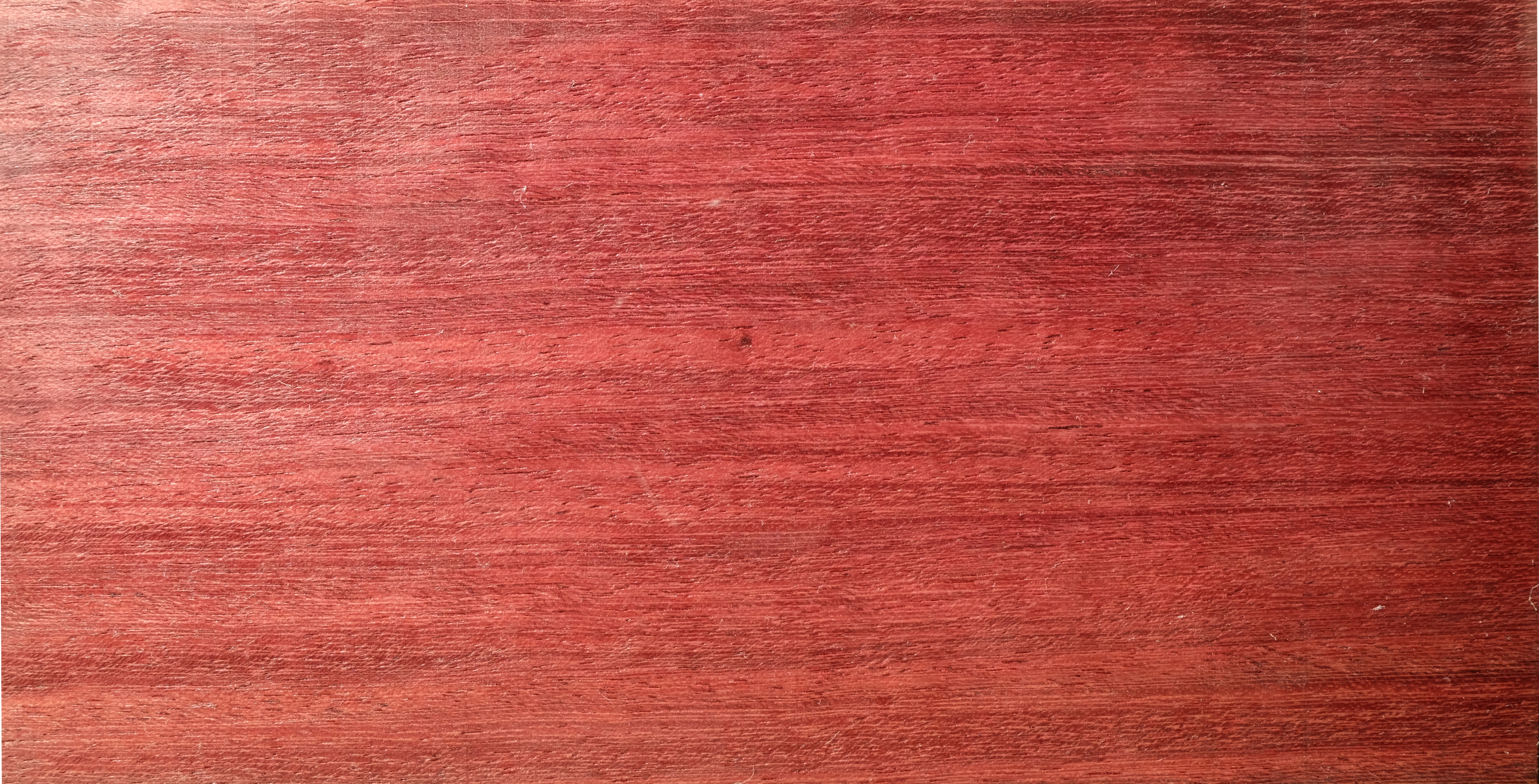
Licht purper
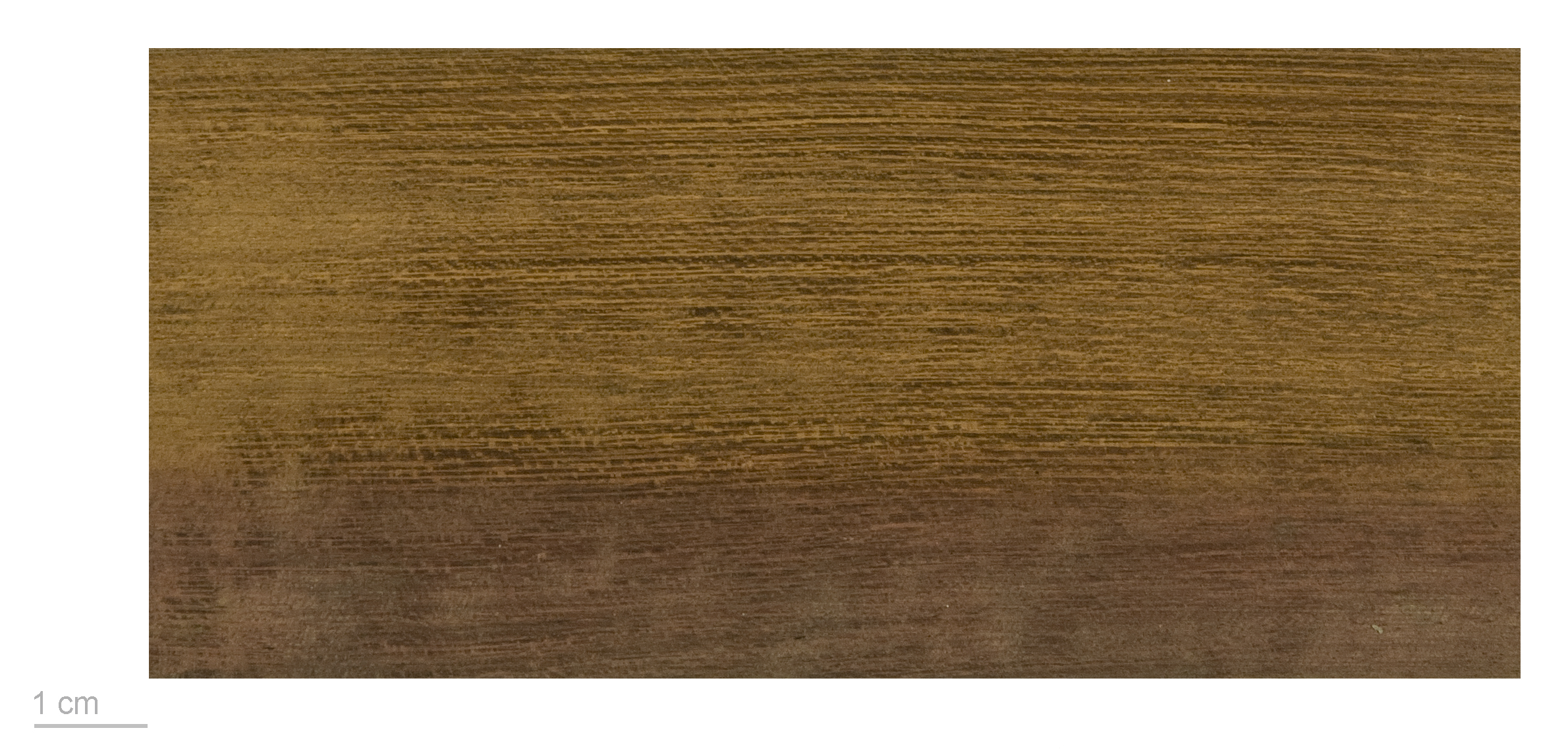
Verkleurd